# Biloxi (Mississippi)
Biloxi település az Amerikai Egyesült Államok Mississippi államában, Harrison megyében, melynek megyeszékhelye is. Lakosainak száma 49 449 fő (2020. április 1.).

## Népesség
A település népességének változása:
| Lakosok száma | 44 054 | 44 578 | 49 449 |
|               | 2010   | 2012   | 2020   |